# Sydegeiska öarna
Sydegeiska öarna är en av Greklands tretton regioner. Den uppdelades till 2010 i de två prefekturerna Kykladerna och Dodekanisos när dessa delades i regiondelar. Kykladerna indelades i regiondelarna Andros, Kea, Kythnos, Milos, Mykonos, Naxos, Paros, Syros, Santorini samt Tinos. Dodekanisos indelades i regiondelarna Kalymnos, Karpathos, Kos och Rhodes. 
Regionens administrativa centrum är Ermoupolis på ön Syros men ett lokalkontor finns även på turistön Rodos, regionens ekonomiska och sociala centrum. Regionen skapades 1987.